# ثنائي ثيوفوسفات الصوديوم
ثنائي ثيوفوسفات الصوديوم مركب كيميائي له الصيغة Na3PS2O2، وهو ملح لحمض ثتائي الثيوفوسفوريك.

## التحضير
يستحصل على هذا المركب من تفاعل خماسي كبريتيد الفوسفور مع هيدروكسيد الصوديوم:
{\displaystyle {\ce {P2S5 + 6 NaOH -> 2 Na3PO2S2 + H2S + 2 H2O}}}

## الخواص
يوجد المركب في الشروط القياسية على شكل صلب، وهو يتبلور على شكل إبري.

## الاستخدامات
يعد ثنائي ثيوفوسفات الصوديوم عامل تطويف، وهو يستخدم في تعدين فلز المولبديت.